# Gaststätte Jagdschloss

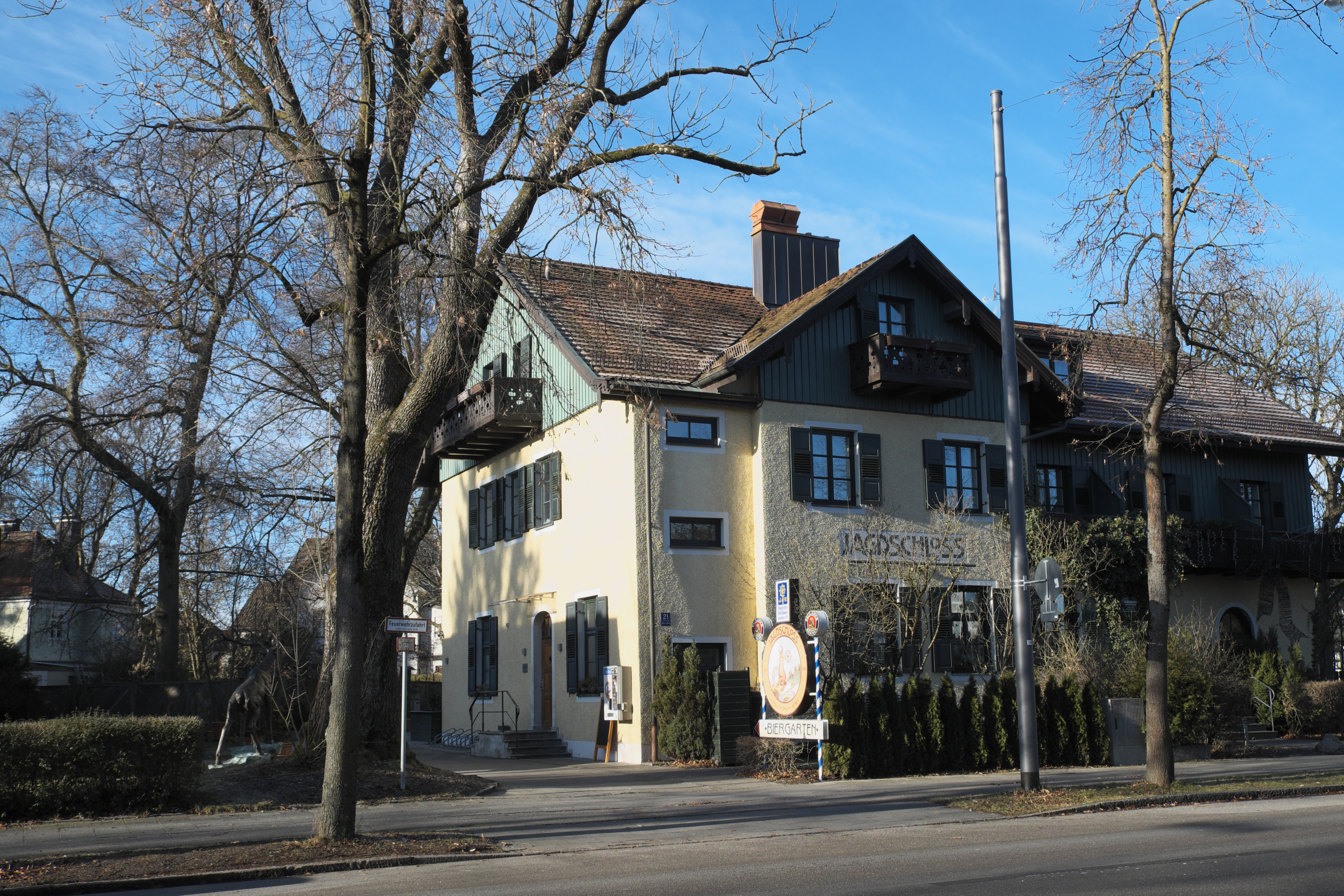
Gaststätte Jagdschloss in München

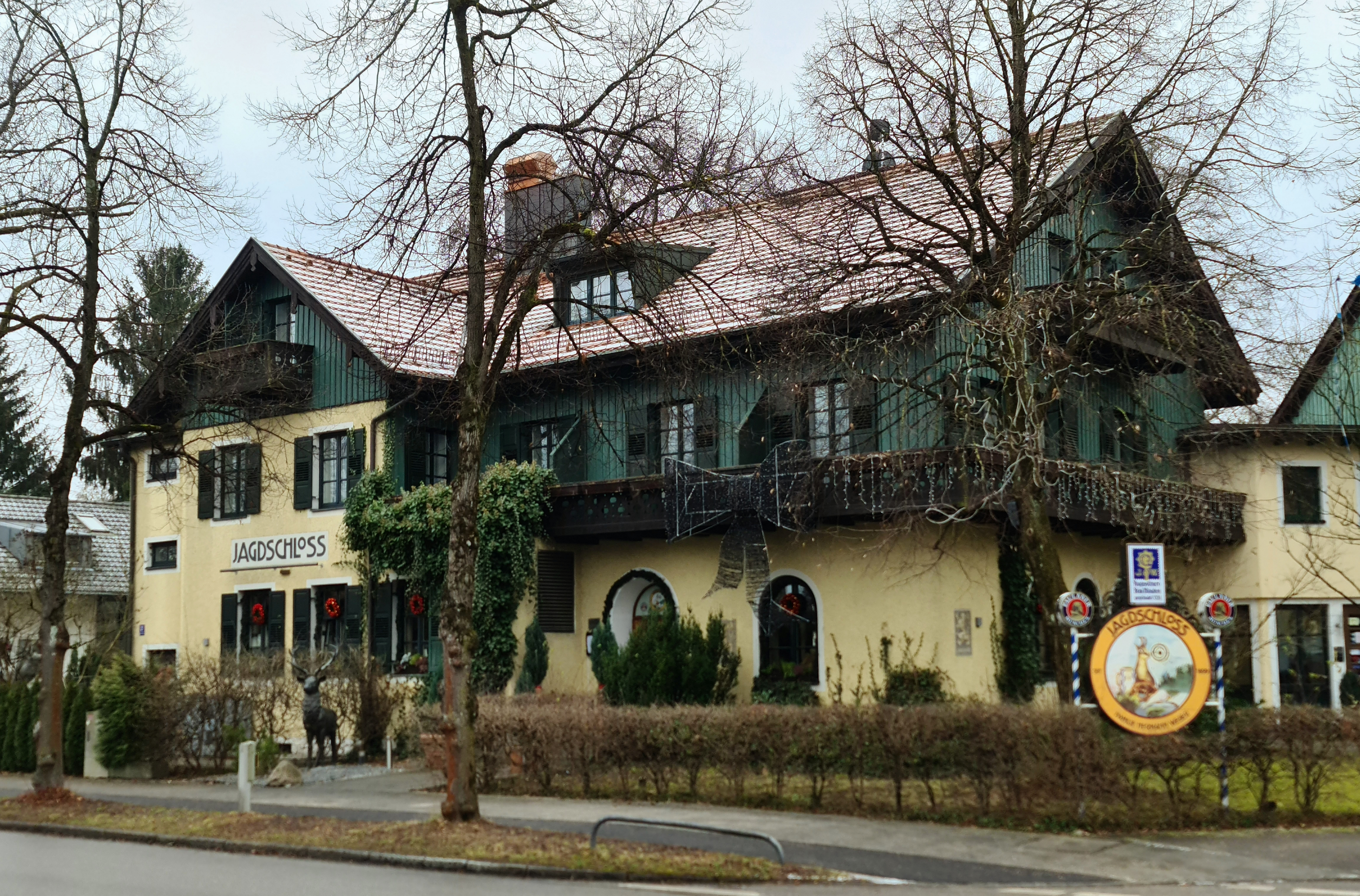
Nordostseite

Die Gaststätte Jagdschloss im Stadtteil Obermenzing der bayerischen Landeshauptstadt München wurde um 1897/98 erbaut. Die Gaststätte mit Hotel an der Adresse Alte Allee 21 ist ein geschütztes Baudenkmal.
Der im Heimatstil nach Plänen von August Exter errichtete Bau gehört zur Frühbebauung der Alten Allee innerhalb der Villenkolonie Pasing II sich auf dem Gebiet der ehemaligen Gemeinden Pasing und Obermenzing.

## Beschreibung
Der zweigeschossige Traufseitbau mit Satteldach und Zwerchhaus-Risalit besitzt ein holzverschaltes Obergeschoss und Holzbalkone. Er verdankt sein heutiges Aussehen zwei Erneuerungsphasen: der Wiederinstandsetzung durch die Löwenbrauerei 1947/48 nach Beschädigungen im Zweiten Weltkrieg und einer grundlegenden Sanierung durch den neuen Inhaber in den Jahren 1996/97. Damals wurde an der Stelle der ehemaligen Kegelbahn ein Hoteltrakt mit Tiefgarage errichtet. 
Hinter dem Haus befindet sich ein schattiger Biergarten.